# بارنابا اریانی
بارنابا آریانی (ایتالیایی: Barnaba Oriani زاده ۱۷ ژوئیه ۱۷۵۲ - درگذشته ۱۲ نوامبر ۱۸۳۲) کشیش، زمین‌سنج، ستاره‌شناس و دانشمند ایتالیایی بود.